# Centropyge flavissima
Centropyge flavissima (Cuvier, 1831) è un pesce osseo marino appartenente alla famiglia Pomacanthidae.

## Distribuzione e habitat
L'areale di C. flavissima comprende la parte tropicale dell'oceano Pacifico centro occidentale a nord fino alle isole Ryūkyū e Ogasawara, a sud fino al mar dei Coralli e alla grande barriera corallina australiana. Nel Pacifico centrale si incontra fino alle isole Tuamotu. Una popolazione è presente nell'oceano Indiano orientale alle isole Cocos. È assente dalle Hawaii e dalle acque indonesiane eccetto nell'Irian Jaya.
Popola le barriere coralline, sia le lagune che le parti esposte al mare.
Viene riportata una distribuzione batimetrica tra 3 e 50 metri di profondità.

## Descrizione
Questa specie ha, come gli altri membri del genere Centropyge, pinne dorsale e anale ampie e parzialmente coperte di scaglie, corpo alto e abbastanza compresso, bocca piccola e una robusta spina sul preopercolo. La livrea è giallo limone con bordi blu o azzurri alle pinne dorsale, caudale e anale, all'opercolo branchiale e relativa spine e alle labbra. Gli individui dell'oceano Indiano non hanno il bordo azzurro all'occhio ma hanno l'iride blu e una macchia scura sull'opercolo. I giovanili sono simili ma hanno una macchia rotonda nera in mezzo al fianco bordata anch'essa di blu.
La taglia massima nota è di 14 cm.

## Biologia
In cattività può vivere fino a 11 anni.

### Comportamento
I giovanili vivono nascosti. Gli adulti formano harem composti da un maschio e diverse femmine.

### Alimentazione
La dieta è basata sulle alghe bentoniche, secondariamente si nutre anche di invertebrati bentonici come polipi corallini e ascidie.

### Riproduzione
Può cambiare sesso da maschio a femmina in 2-3 mesi. Si ibrida con altre Centropyge.

## Acquariofilia
Si ratta di una specie comune negli acquari marini, gli esemplari destinati al mercato vengono allevati in appositi impianti e non catturati in natura. Si tratta di una specie abbastanza facile da allevare e longeva, che può essere ospitata in acquari con altre specie.

## Conservazione
Si tratta di una specie comune nell'areale. L'unico impatto era la raccolta di esemplari per il mercato degli acquari ma con l'allevamento in itticoltura della specie questo prelievo è divenuto rarissimo. Non si registrano impatti di altro tipo e le popolazioni sono stabili. Per questi motivi la lista rossa IUCN la classifica come "a rischio minimo".